# جيري فيل
جيري فيل (بالإنجليزية: Gerry Fell)‏ هو لاعب كرة قدم بريطاني في مركز نصف الجناح، ولد في 1 مارس 1951 في نيورك أونترنت ‏ في المملكة المتحدة. لعب مع برايتون أند هوف ألبيون ونادي توركي يونايتد ونادي ساوثيند يونايتد ونادي يورك سيتي.